# Anti-Libano
L'Anti-Libano è una catena montuosa parallela alla catena montuosa del Monte Libano.

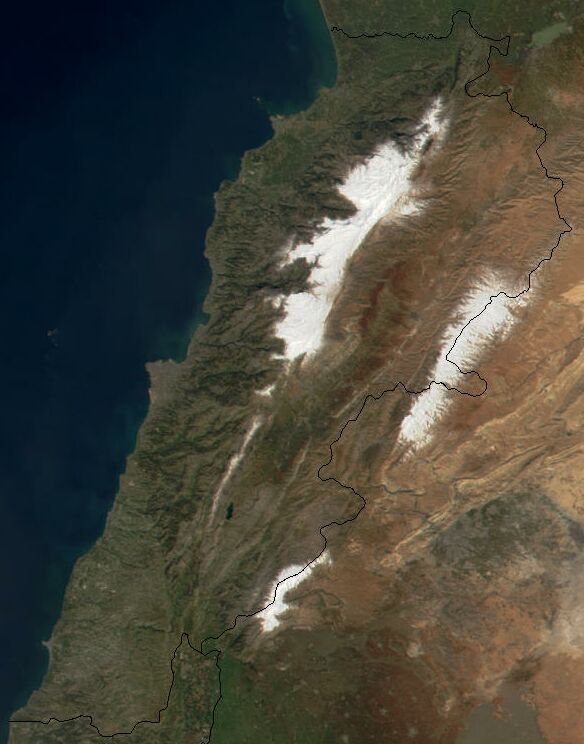
Mappa satellitare delle montagne innevate del Monte Libano (a sinistra) e l'Anti-Libano (a destra)

La parte settentrionale è propriamente denominata Anti-Libano e culmina con il monte Talat Moussa di 2.669 metri d'altezza, in territorio siriano.
Nella parte meridionale vi è il monte Hermon di 2.814 metri. 
Tra le due catene Monte Libano e Anti-Libano si estende la pianura della Beqaa.
La vallata, che un tempo si chiamava Coele-Syria, ossia Celesiria - è chiamata Biqā‘ (più volgarmente Beqaa), che in all'epoca delle Crociate era definita "Buqaya". È percorsa dal fiume Litani verso sud e Oronte verso nord.  La cresta della catena definisce parte del confine tra Libano e Siria.